# Andreas Weber (Schriftsteller)
Andreas Raimund Weber (* 24. Dezember 1961 in Horn (Niederösterreich)) ist ein österreichischer Schriftsteller und Filmemacher.

## Leben
Seine Kindheit verbrachte er in Gobelsburg und Langenlois. Er besuchte das Bundesrealgymnasium Krems und studierte in Wien Germanistik und Geschichte. Als Werkstudent arbeitete er in verschiedenen Berufen, darunter in Fabriken, als Vertreter in der BRD, als Gasleitungsmonteur, in der Werbebranche und als Journalist. Er schrieb Film-, Literaturkritiken, Autorenporträts, Chronik-Beiträge und Reportagen. Nach dem Abschluss des Studiums im Dezember 1990 war er halbtags angestellt in Wien beim Interkulturellen Lernen,
daneben übersetzte er Gebrauchstexte und war als Journalist tätig. Ab Sommer 1992 war er als Sprachlehrer in Nova Gorica (Slowenien) tätig, von September 1992 bis Juni 1993 in England, Ilfra-combe/Devon, danach von September 1993 bis Juli 1994 AHS-Unterrichtspraktikum, von September 1994 bis Februar 1998 Berufs- und Sozialpädagoge in einem Integrationsprojekt für arbeitslose Jugendliche in Wels.
Seit Februar 1998 ist er freier Schriftsteller, Herausgeber und Filmemacher, daneben schreibt er Autorenporträts und Rezensionen. Er veröffentlicht in zahlreichen Literaturzeitschriften und Anthologien sowie Beiträge im Hörfunk (Ö1, Radio Niederösterreich, Radio Oberösterreich, NDR, Hannover) und hält Lesungen. Er ist seit 1998 Mitglied der Grazer Autorenversammlung.
Übersetzungen ins Hindi, Ungarische, Tschechische, Slowakische.
Weber ist als Professor für Deutsch und Geschichte am Bundesoberstufenrealgymnasium in Perg tätig.

## Preise und Stipendien
- Hans-Weigel-Literaturstipendium 1995
- Arbeitsstipendien des BM 1996, 1997, 1998, 2001, 2002, 2003, 2004
- Arbeitsstipendien der Stadt Linz 1997, 1998
- Arbeitsstipendien des Landes OÖ 1996, 1998, 2003
- Förderpreis des Theodor Körner Fonds 1998
- Rom Stipendium des BM für August 1999
- Anerkennungspreis des Landes NÖ für Literatur 1999
- Werkstipendium der Literar-Mechana 2000/01
- Adalbert Stifter-Stipendium 2002
- Staats-Stipendium 2006/07
- Schweiz-Stipendium des ULNÖ, Mai 2007
- Werk-Stipendium 2008

## Publikationen
- Veitels Traum – Roman Picus Verlag, Wien, 2010, ca. 190 Seiten ISBN 978-3-85452-665-0
- So nicht! – Sentimental Stories Picus Verlag, Wien, 2007, 168 Seiten ISBN 978-3-85452-624-7
- Romans Titten – Erzählung Mit Graphiken von Bettina Patermo, Edition Thurnhof, Horn, 2007, 22 Seiten
- Lanz – Roman Otto Müller Verlag, Salzburg, 2004, 200 Seiten
- Rebellen – Ein Drama in III Akten, in: NÖ Dramenanthologie, Verlag Literaturedition Niederösterreich, 2000, 40 Seiten, Uraufführung am 23. Januar 2003, Stadttheater St. Pölten, Werkstattbühne
- Blindbuch- Eine Novelle Mit Graphiken von Georg Koenigstein, Verlag Edition Koenigstein, Klosterneuburg, 2003, 35 Seiten
- Paliano – Texte und Bilder gemeinsam mit Leopold Federmair, Helda Cmelka, Judith Fischer und Domenico Riccardi, Verlag Literaturedition Niederösterreich, St. Pölten 2002, 96 Seiten
- Der Speckjäger – Ein Essay über Begegnungen mit dem Schriftsteller und Schriftsetzer Hermann Gail, mit Photos von Joerg Th. Burger, Verlag Literaturedition Niederösterreich, St. Pölten 1997, 54 Seiten
- Nachtspiel – Acht Erzählungen in einer Landschaft, Verlag Bibliothek der Provinz, Wien/Linz/Weitra/München 1996, 174 Seiten

## Herausgeber
- Als ich einmal Harreither in der Dusche interviewte – 11 Texte zum österreichischen Fußball (gem. hrsg. mit Wendelin Schmidt-Dengler) Beiträge von Gustav Ernst, Erich Hackl, Gerhard Jaschke, Erwin Riess, Gerhard Roth, Margit Schreiner, Johann Skocek, Alfred Tatar, Andreas Weber und Wendelin Schmidt-Dengler, Otto Müller Verlag, Salzburg, 2008, 155 Seiten
- Ritalin Baby – 7 österreichische und 7 tschechische Geschichten (gem. hrsg. mit Walter Kohl) Verlag Bibliothek der Provinz, Wien/Linz/Weitra/München 2008, 200 Seiten
- Stifter reloaded – Ein Dutzend bunter Steine – gem. hsgg. mit Rudolf Habringer und Walter Kohl, mit Texten der Herausgeber und von Margit Schreiner, Adelheid Dahiméne, Hans Eichorn u. a., Erzählungen, Picus Verlag, 2005
- Erlebte Geschichte (gem. hrsg. mit Walter Kohl), Niederösterreichisches Pressehaus, 2004
- Der Scholar vom linken Galgen – Fritz Habeck, Roman, Otto Müller Verlag, 2004
- Hinter dem Niemandsland – Wechselnd bis heiter, Böhmische und österreichische Geschichten (gem. hrsg. mit Rudolf Habringer und Walter Kohl), edition sandkorn, 2003
- Vor dem Schreiben – neben dem Schreiben, 52 niederösterreichische Autor(inn)en, Literaturkalender 2002, Verlag Literaturedition Niederösterreich, 2002
- Er kann fliegen lassen – Gespräche und Texte über Bernhard Wicki – (Gespräche mit Armin Mueller-Stahl, Michael Haneke, Elisabeth End-riss, Peter Kremer u. a., Texte von: Robert Buchschwenter, Christian Cargnelli, Stefan Grissemann, Andrea Lang/Franz Marksteiner, Michael Omasta, Bernhard Seiter, Andreas Weber u. a.) Verlag Literaturedition Niederösterreich, 2000
- NÖ-Autor(inn)en 2000, Bestandsaufnahme der literarischen Szene des Bundeslandes, Broschüre der Kulturabteilung des Landes Nieder-österreich, 2000
- Der Löwenruf – Hermann Gail (Roman, Bibliothek der Provinz, 1998)
- Dear Fritz – Texte und Gespräche über Fritz Habeck (Beiträge: Wendelin Schmidt-Dengler, Karl Markus Gauß, Milo Dor, Robert Menasse, Hermann Schreiber, Karl Müller, Carl Szokoll, Richard Pils, Andreas Weber) Verlag Literaturedition Niederöster-reich, 1998
- Gedanken in der Nacht – Fritz Habeck (Erzählungen 1948-1958), Bibliothek der Provinz, 1995

## Filme
- Der perfekte Moment – Ein Film über Mario Kempes (Buch, Regie, Prod.: Fischerfilm, Linz/Wien 2006)
- Maximilian Schell Idee, Kuratierung und Planung der ersten österreichischen Retrospektive im FILM-ARCHIV AUSTRIA, von 1. Dezember 2005 bis 6. Jänner 2006
- Bernhard Wicki Idee, Kuratierung und Planung (gem. mit Robert Buchschwenter) der ersten österreichischen Retrospektive im FILM-ARCHIV AUSTRIA, von 5. bis 25. Mai 2000
- Der Speckjäger – Ein Portrait des Schriftstellers und Schriftsetzers Hermann Gail (Drehbuch, Regie, Produktionsleitung, Prod.: PRISMA-Film/Wien, DV, 45 min, Farbe, 1999)
- Dear Fritz-Ein Film über den Schriftsteller Fritz Habeck (30 min/16 mm/SW, Idee und Buch, Realisation gem. mit Joerg Th. Burger, Prod.: NAVIGATOR -Film, Wien, 1995)
- Rebellen Uraufführung am 23. Januar 2003, Stadttheater St. Pölten, Werkstattbühne